# سیارک ۷۶۹۴
سیارک ۷۶۹۴ (به انگلیسی: 7694 Krasetin، نامگذاری:1983SF) هفت هزار و ششصد و نود و چهارمین سیارک کشف شده‌است که در ۲۹ سپتامبر ۱۹۸۳ کشف شد.